# Nesanoplium
Nesanoplium is een kevergeslacht uit de familie van de boktorren (Cerambycidae). De wetenschappelijke naam van het geslacht werd voor het eerst geldig gepubliceerd in 1966 door Chemsak.

## Soorten
Nesanoplium omvat de volgende soorten:
- Nesanoplium dalensi Chalumeau & Touroult, 2005
- Nesanoplium puberulum (Fleutiaux & Sallé, 1889)